# Santa Maria de Maials
Les restes de l'antiga església de Santa Maria de Maials, Casa Orrit o Església de la Rectoria, són situades al costat de la rectoria de Mails, a la part baixa de l'antiga vila closa.

## Història
La referència més antiga d'aquesta església parroquial es troba a la dècima papal de l'any 1279, on s'esmenta «el capellano de Mayals». L'any 1324 el bisbe de Tortosa Francesc de Paulhac visità la parròquia, on feu una inquisició sobre la conducta i moral dels clergues i els fidels. Maials va pertànyer al bisbat de Tortosa fins a l'any 1957, moment en què passà a la diòcesi de Lleida.
Aquesta església va fer funcions de capella de cementiri fins que al segle xix els fossars es varen traslladar fora de les poblacions i aquesta va quedar sense culte. L'església es va anar enrunant i fins i tot les pedres varen ser aprofitades per bastir altres construccions. L'església va fer les funcions de presó durant un temps i també rebia el nom del fortí. Podria ser que les ruïnes de l'església s'haguessin fet servir com a defensa durant les guerres carlines, o bé per la proximitat amb el castell

## Arquitectura
Només es conserven escasses restes de la primitiva església, reduïdes al mur nord i a part del semicilindre absidal, que foren incorporats als murs del pati de la rectoria i de les cases veïnes. Sols es visible des del carrer un fragment de l'absis semicircular. Pels vestigis que en queden i fotografies antigues es pot saber que es tractava d'un edifici d'una sola nau, capçada a llevant per un absis semicircular. La nau era coberta amb volta de canó de perfil possiblement apuntat que, com la volta absidal, arrencava d'una imposta motllurada sostinguda per mènsules i reforçada per arcs torals. No es veuen indicis de la porta, que devia obrir-se als murs de ponent o migdia. Només es conserva una finestra absidal, de doble esqueixada i desplaçada cap al nord, fet que pot indicar que l'àbsis tenia tres finestres distribuïdes simètricament o que tenia una disposició asimètrica, com a Sant Salvador de Torrebesses. Es conserva una de les capelles laterals, la segona del costat nord, amb coberta d'arc apuntat. La capella més propera a l'altar fou modificada i ampliada durant el segle xvi. La façana absidal presenta un ràfec motllurat en cavet, suportat per un fris de permòdols llisos que destaca en el parament de carreus de pedra sorrenca, escodats, amb algunes marques de picapedrer. Per aquest fet, i per la construcció a l'estil d'altres esglésies del sud de Lleida, es considera una datació tardana, entre la fi del segle xiii i l'inici del segle xiv.